# Santa Fosca (Venedig)

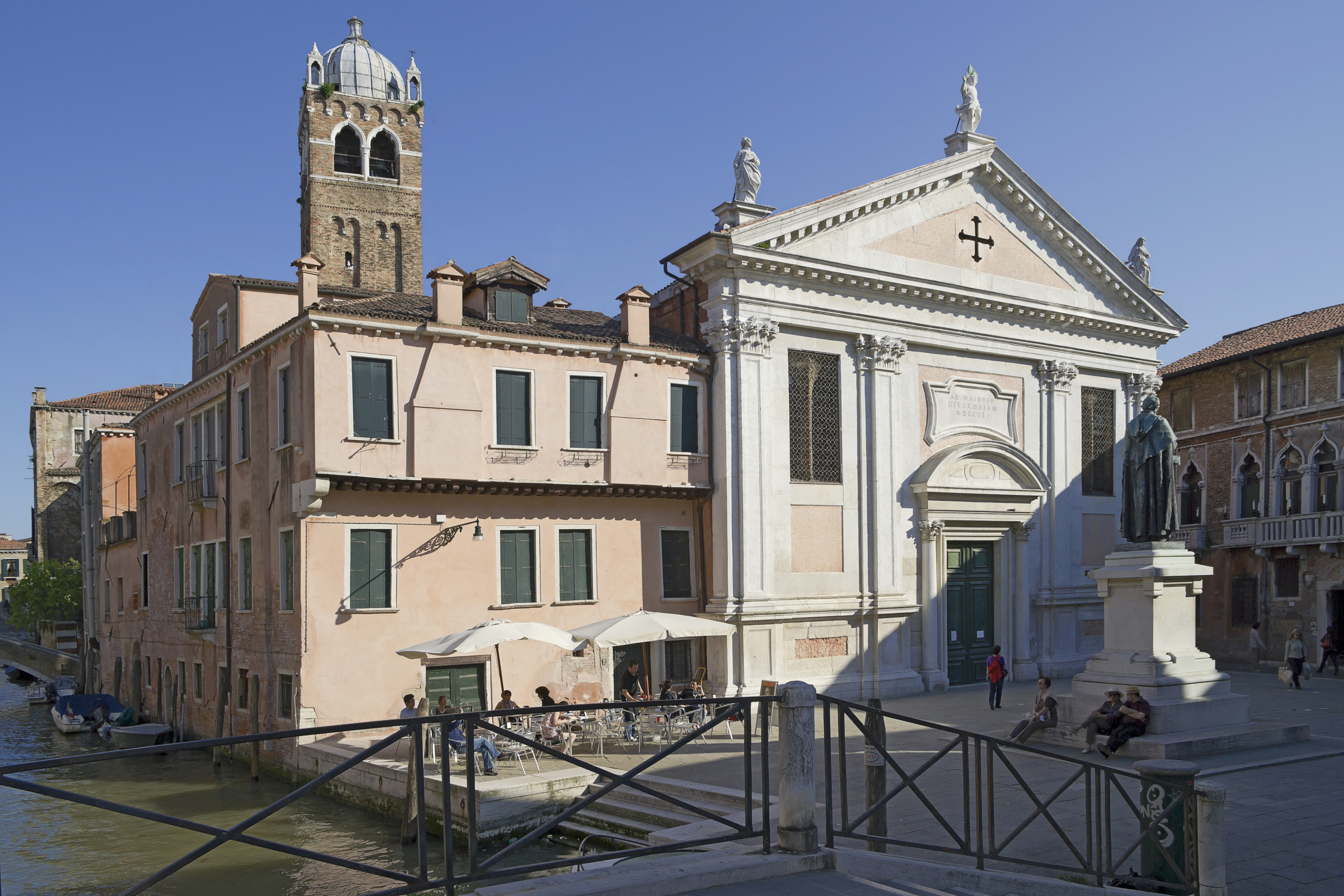
Kirche Santa Fosca, Venedig

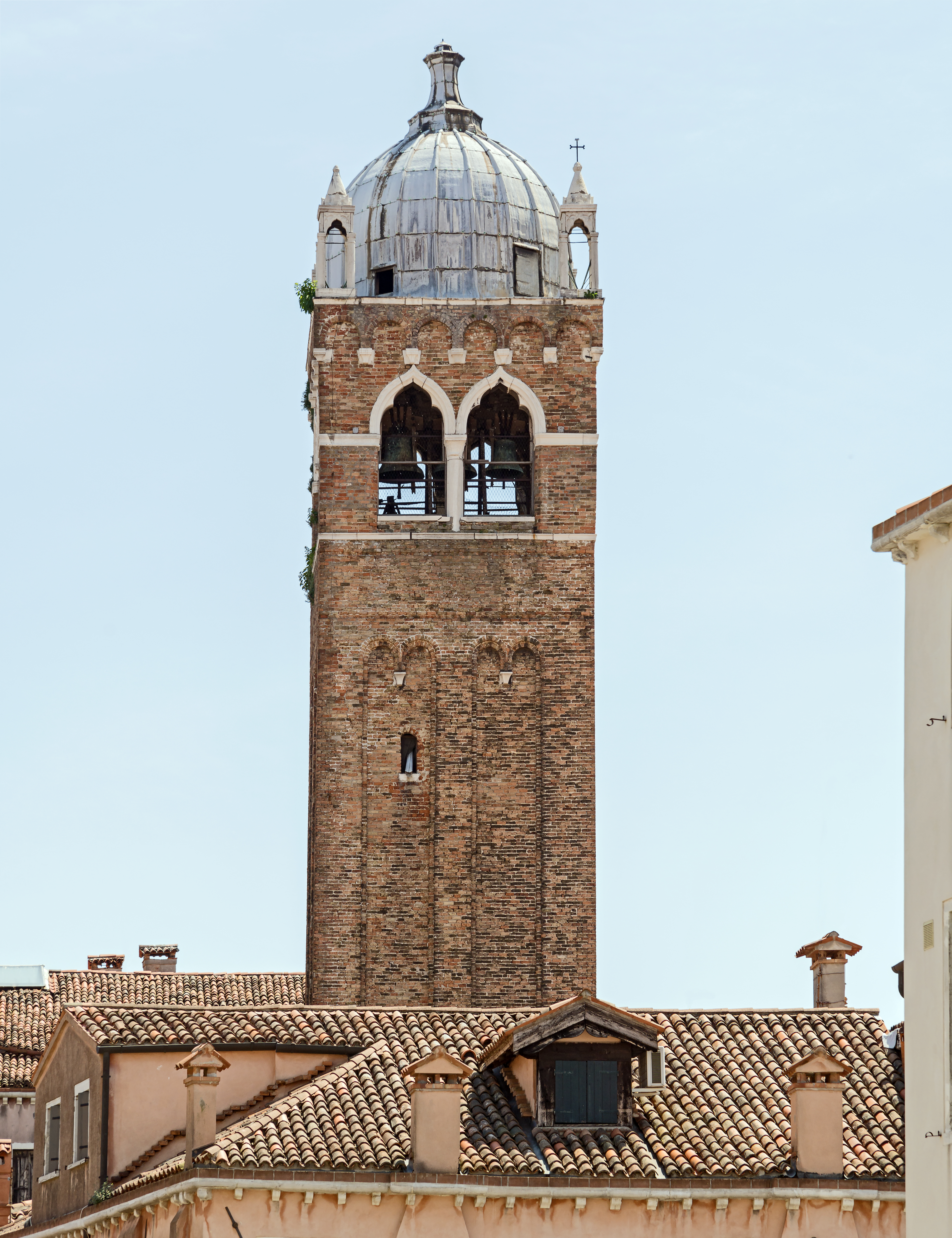
Santa Fosca, der Glockenturm

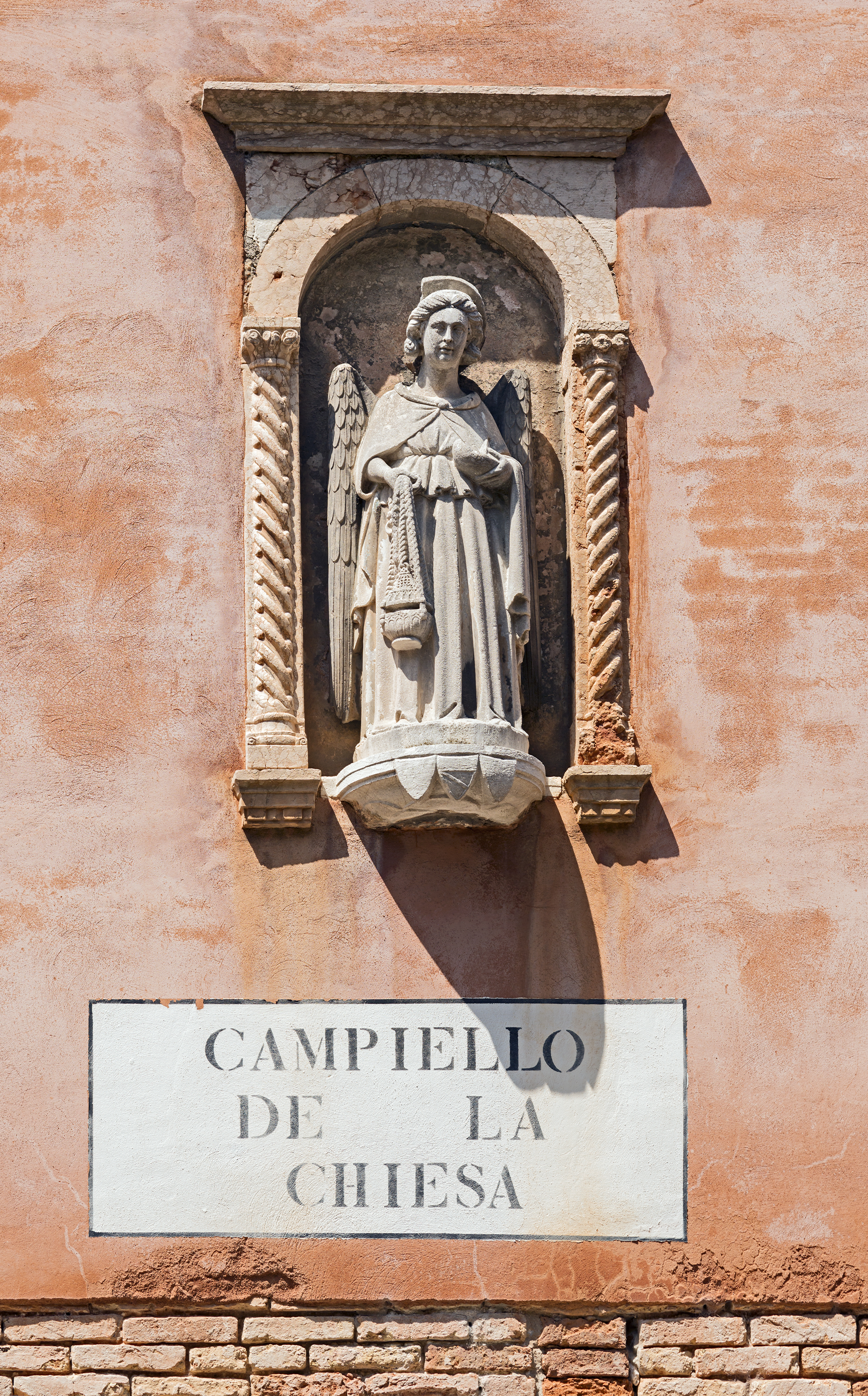
Engel Thurifer dreizehntes Jahrhundert

Die Kirche Santa Fosca befindet sich in Venedig im Stadtteil Cannaregio. Sie grenzt an die Strada Nova und überblickt den gleichnamigen Platz gegenüber dem Denkmal von Paolo Sarpi, der hier von päpstlichen Söldnern erstochen worden sein soll. Die Kirche ist der heiligen Fosca (* erste Hälfte des 3. Jahrhunderts in Sabrata; † 250–251 ebenda) gewidmet, einer Berberin, die während des Prokonsulats des Tiberius Claudius Quintianus lebte. Sie war Jungfrau und Märtyrerin und wird von der katholischen Kirche als Heilige verehrt.
Diese Kirche ist von der älteren kleinen Kirche Santa Fosca zu unterscheiden, die an die Kirche Santa Maria Assunta in Torcello angebaut ist.

## Geschichte und Beschreibung
Urkundlich ist eine Kirche dieses Namens aus dem frühen 11. Jahrhundert belegt, als die Reliquien der namensgebenden Heiligen aus Libyen nach Venedig kamen. Diese Kirche befindet sich auf Torcello und ist ein Indiz, dass sich zu dieser Zeit, vielleicht schon im 10. Jahrhundert, der entsprechende Heiligenkult in Venedig verbreitete.
Der legendären Überlieferung nach soll allerdings bereits im Jahr 873 unter dem angeblichen Bischof von Olivolo Crasso Fazio eine erste Kirche entstanden sein, eine Auffassung, die bereits Flaminio Corner zurückwies. Erstmals erwähnt wurde die Kirche der hl. Fosca, die hier gemeint ist, im Jahr 1297, als sie renoviert wurde – eine Errichtung gleichfalls im 11. Jahrhundert erscheint daher möglich. Sie war später dermaßen baufällig, dass sie ab 1679 abgerissen und danach völlig neu erbaut wurde.
Die Fassade (1733–1741), die von Domenico Rossi entworfen wurde, wurde unter der Schirmherrschaft der Patrizierfamilie Donà errichtet. Diese Familie bewohnte einst den angrenzenden Palazzo Giovanelli. Derzeit ist Santa Fosca eine Vikariatskirche in der Pfarrei San Marcuola (Vikariat Cannaregio-Estuario, Patriarchat von Venedig).

## Ausstattung
Zu den wichtigsten Reliquien gehörte ein Splitter vom Kreuz Christi, ein Dorn der bekannten Dornenkrone sowie die 1592 vom Bischof von Torcello Antonio Grimani überführten Reliquien der namensgebenden Heiligen.
Das einfache architektonische Schema zeigt ein großes Tympanon, das von vier Halbsäulen getragen wird, mit einem großen Portal, das eine geschwungene Bekrönung trägt.
Der Innenraum besteht aus einem einzigen Schiff mit vier Altären an den Wänden und einem quadratischen Presbyterium. Die Ausschmückung ist das Werk weniger bekannter Künstler aus dem 17. und 18. Jahrhundert. Hier befindet sich die Dreifaltigkeit und die Jungfrau von Filippo Bianchi, während die Altarbilder Leben der Santa Fosca von Francesco Migliori gemalt wurden.